# Joint Service Commendation Medal

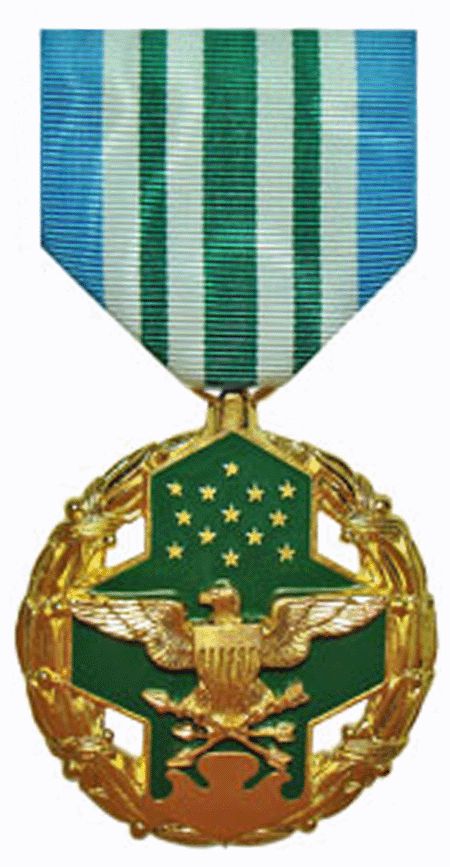
Joint Service Commendation Medal

Joint Service Commendation Medal (deutsch Gemeinschaftsdienst-Anerkennungsmedaille) ist eine Commendation Medal der Streitkräfte der Vereinigten Staaten, die für nachhaltige militärische Verdienste im direkten Kontakt mit dem Gegner vergeben wird und der Bronze Star nicht zur Anwendung kommen kann.
Alle Teilstreitkräfte haben ihre eigene Commendation Medal, die Joint Service Commendation Medal ist für den gemeinsamen militärischen Dienst vorgesehen und wird vom Verteidigungsministerium der Vereinigten Staaten vergeben.
Erstmals wurden die Commendation Medals von der United States Navy und der United States Coast Guard 1943 als Service Ribbon vergeben, erst ab 1960 als vollwertige Medaillen. Am 25. Juni 1963 wurde als letzte Medaille dieser Art die Commendation Medal die Joint Service Commendation Medal geschaffen.
Mehrfachauszeichnungen werden bei der Joint Service Commendation Medal mit bronzenem oder silbernem Eichenlaub dargestellt, unabhängig von der Teilstreitkraft.
In der Order of Precedence rangieren die Commendation Medals unter der Aerial Achievement Medal und über den Achievement Medals.